# Simona Cerutti
Simona Cerutti (nascida em 24 de setembro de 1954) é uma historiadora italiana.   Desde 2001 é Diretora de Estudos da Escola de Altos Estudos em Ciências Sociais em Paris, e também Diretora Responsável do Laboratório de Demografia e História Social (LaDéHiS) na EHESS, Paris.  

## Biografia
Cerutti cursou o ensino médio em Turim. Assim que ingressou na universidade, começou (por acaso) a trabalhar na editora Einaudi, também em Turim, onde pôde conhecer pessoas como Giulio Einaudi, Italo Calvino e Primo Levi . Cerutti também foi aluna de Giovanni Levi, que a apresentou à pesquisa histórica e aos arquivos, e orientou sua tese. Levi coordenou uma rede de jovens pesquisadores, iniciantes em pesquisa histórica, que se reuniam em sua casa para seminários semanais de leitura e discussão de textos.
Em 1980, quando Levi e Carlo Ginzburg iniciaram a série "Microstorie", Cerutti atuou como editora dos volumes na editora. Quando, em 1985, deixou a editora e ingressou em um doutorado em Paris, continuou a trabalhar ao lado de Levi e Ginzburg na série. 
Posteriormente, sua vida profissional desenvolveu-se essencialmente em Paris. Ela fez seu doutorado sob a orientação de Maurice Aymard e Jacques Revel. Ela trabalhou com Ginzburg novamente e foi curadora de uma série na editora Feltrinelli .
Ela conseguiu adquirir experiência internacional, por exemplo, na Universidade de Florença, Cornell (Ithaca, NY), Geneva e na Universidade de Columbia, em Nova York.

## Pesquisa
Cerutti foi codiretora (juntamente com Carlo Ginzburg e Giovani Levi) da Série "Microstorie" (EInaudi, 1985-1990). Em 1989, tornou-se codiretora do Journal Quaderni Storici e, em 2015, passou a integrar a comunidade de pesquisa (WOG) Urban Agency da Universidade de Antuérpia, coordenada por Bert De Munck. 
Seu foco principal inclui pesquisas sobre classificações e hierarquias sociais nas primeiras sociedades modernas, com atenção especial à cultura do direito na linguagem e nas categorias de atores sociais. É responsável por coordenar um grupo de investigação internacional (Citoyenneté et propriété au nord et au sud de la Méditerranée, séculos XVIe-XIXe: 2016-2020), composto por estudantes envolvidos em um projeto comparativo sobre “cidadania” tanto nas regiões norte como nas regiões meridionais do Mediterrâneo. Cerutti também desenvolve uma reflexão sobre o futuro da história social e os desdobramentos dos métodos da micro-história. Atualmente, está escrevendo um livro sobre petições e formas de comunicação com as autoridades nas sociedades italianas modernas. 
Sua pesquisa atual abrange tópicos de história e hierarquia, bem como a classificação social em cidades europeias do Antigo Regime. Especificamente, ela analisa os seguintes pontos:
- Comunicação com autoridades e demandas de justiça entre as classes sociais durante a modernidade
- Classificação social e jurídica de cidadão e não cidadão
- Processos judiciais perante o tribunal no Antigo Regime
- Comparando a história da cidadania no norte e no sul do Mediterrâneo. [6]

## Trabalhos
- Estrangeiros. Estudo de uma condição de incerteza em uma sociedade do Antigo Regime , Bayard, Paris 2012
- Giustizia sommaria. Pratiche e ideais de justiça em uma sociedade do Antigo Regime (Torino, XVIII século), Gian Giacomo Feltrinelli Editore, Milão, 2003.
- Mestieri e privilegi. Nascita delle corporazioni em Torino, séculos XVII-XVIII , (ed. italiano) Einaudi, Torino 1992.
- A cidade e os ofícios. Naissance d'un langage corporatif (Turim, XVII e -XVIII e siècle), Edições de l'EHESS, Paris 1990.
- L'appartenance locale et propriété au nord et au sud de la Méditerranée (em colaboração com S. Bargaoui et I. Grangaud), Cahiers de IREMAM ( https://books.openedition.org/iremam/3396 )
- Suplícios. Lois et cas na normatividade da época moderna (em colaboração com M. Vallerani), Atelier du Centre des Recherches Historiques ( https://acrh.revues.org/6525 )
- «Fatti : storie dell'evidenza empirica», numéro monographique de Quademi Storici 108,3, 2001 (em colaboração com G. Pomata)
- «Procedure di giustizia», numéro monographique de Quademi Storici, 101, 2, 1999, (em colaboração com R. Ago).
- «Cittadinanze», numéro monographique de Quaderni Storici, 89, 2, 1995 (em colaboração com R. Descimon e M. Prak)
- Conflitti nel mondo del lavoro, numéro monographique de Quaderni Storici, 80, 3, 1992 (em colaboração com C. Poni).